# Ptaki i ludzie
Ptaki i ludzie (gruz. ჩიტის და კაცის ამბავი, trb. czitis da kacis ambawi) – zbiór opowiadań gruzińskiego pisarza Arczila Kikodze, wydana w 2013 roku. Pisarz otrzymał za nią nagrodę Saba, najwyższą literacką nagrodę w Gruzji.
Narrator, stylizowany na alter ego autora, zamknięty w sobie górski przewodnik, który prowadząc przybyszy przez trudno dostępne tereny Gruzji, snuje opowieści o surowych, skrytych mieszkańcach tych ziem. Jego słuchaczem jest starszy o dwa pokolenia, tajemniczy Anglik, z którym więcej go dzieli niż łączy, i do którego narrator nie kryje swojej rezerwy. Emerytowany agent brytyjskich służb specjalnych występuje tu w podwójnej roli, jest przybyszem z zewnątrz, ale przybyszem, który angażował się osobiście w rozpad ZSRR. Jest przy tym dumny ze swojego zaangażowania, co paradoksalnie właśnie budzi największą nieufność przewodnika. Narrator wciąga go więc w opowieść o rzeczywistości, w której ustrojowy przełom niewiele zmienił, a ludzie żyją w mikrowspólnotach, w których kierują się zawiścią i zemstą. Spotkanie obu bohaterów ma charakter konfrontacyjny: z jednej strony – gorzkie konstatacje przewodnika, z drugiej – entuzjazm jego starszego klienta. Wspólnie wędrują tropami ptaków, ale przede wszystkim stopniowo odkrywają swoje tajemnice. Ta szorstka, pełna przemilczeń relacja współtworzy nastrój książki, doskonale korespondując z opowieściami narratora.
„Gruzja to kraj ptaków i opowieści” – mówi w pewnym momencie bohater książki. Tak, ale do ptaków trzeba mieć oko, a historie natomiast trzeba umieć opowiadać. Ta książka to soczewka ornitologicznej lunety, przez którą z powodzeniem podgląda się również ludzkie sprawy.
Opowiadane historie, dzielą się na nieduże rozdziały, a szkatułkowa kompozycja odsłania coraz to nowe ich sensy. Na pierwszy rzut oka powstaje w ten sposób zbiorowy portret ludzi twardych, prowadzących proste i surowe życie wśród gór, zwierząt i ptaków, targanych emocjami i namiętnościami. Ich życie, niezależnie od przemian ustrojowych, wyznacza dzika przyroda, to ona jest świadkiem ich dramatów, upadków i głębokiej samotności.
W 2013 roku Arczil Kikodze otrzymał za nią nagrodę Saba, najwyższą literacką nagrodę w Gruzji. Książka została przetłumaczona na kilka języków, w tym polski i niemiecki. W 2015 roku wydawnictwo Pogranicze wydało Ptaki i ludzie dzięki wsparciu finansowemu Gruzińskiego Narodowego Centrum Książki i Ministerstwa Kultury i Ochrony Zabytków Gruzji.